# Terry Cooke
Terence John »Terry« Cooke, angleški nogometaš, * 5. avgust 1976, Marston Green, Anglija, Združeno kraljestvo.
Cooke je nekdanji nogometni vezni igralec.